# إلين باركين
إلين باركين (بالإنجليزية: Ellen Barkin) ممثلة أمريكية من مواليد 16 إبريل 1954 في نيويورك, نشأت في عائلة يهودية في حي برونكس بنيويورك، شاركت في عدة أفلام ومسلسلات وفي عام 1997 حصلت على جائزة الإيمي لأفضل ممثلة في مسلسل قصير أو فيلم.

## أعمال

### أفلام
- دروب ديد غورجيس (1999)

## وصلات خارجية
- إلين باركين على موقع IMDb (الإنجليزية)
- إلين باركين على موقع ميتاكريتيك (الإنجليزية)
- إلين باركين على موقع روتن توميتوز (الإنجليزية)
- إلين باركين على موقع مونزينجر (الألمانية)
- إلين باركين على موقع قاعدة بيانات الأفلام العربية
- إلين باركين على موقع ألو سيني (الفرنسية)
- إلين باركين على موقع ميوزك برينز (الإنجليزية)
- إلين باركين على موقع تيرنر كلاسيك موفيز (الإنجليزية)
- إلين باركين على موقع أول موفي (الإنجليزية)
- إلين باركين على موقع قاعدة بيانات برودواي على الإنترنت (الإنجليزية)
- إلين باركين في قاعدة بيانات أقل من برودواي على الإنترنت
- Boxoffice data for Barkin
- Ellen Barkin at Emmys.com